# Olga Charlan
Olga Charlan (Mykolajiv, 4 september 1990) is een Oekraïens schermster.
Charlan werd in 2008 olympisch kampioen met het Oekraïens team, in 2016 olympisch zilver en in 2024 terug olympisch kampioen, individueel won zij in 2012, 2016 en 2024 olympisch brons. Charlan werd in 2009 en 2013 wereldkampioen met het team. Individueel werd Charlan viermaal wereldkampioen.
Charlan werd in 2016 opgenomen in de Hall of Fame van de Fédération Internationale d'Escrime.
Charlan nam deel aan de Wereldkampioenschappen schermen 2023 in Milaan, die tevens een belangrijk ranking-evenement waren voor Olympische kwalificatie, en versloeg de Russische Anna Smirnova op 27 juli 2023 met 15-7. Na haar nederlaag strekte Smirnova haar hand uit naar Charlan, die op haar beurt haar sabel uitstrekte in een aanbod aan de Russin om zoals ook al gebruikelijk tijdens de coronapandemie sabels te tikken. Charlan zei dat haar saluutkeuze bedoeld was als een teken van respect voor haar tegenstander, terwijl ze toch de aanhoudende Russische invasie van Oekraïne erkende. Na een lange vertraging, waarin Smirnova protesteerde, 45 minuten op de strip zat en weigerde te bewegen, kreeg Charlan uiteindelijk een zwarte kaart en werd ze door FIE-functionarissen uit het kampioenschap geëlimineerd. De Oekraïense delegatie ging in beroep. 
De volgende dag, om Charlan te compenseren voor haar verlies van een kans om Olympische kwalificatiepunten te verdienen in het individuele wereldkampioenschap en voor de vernedering van de diskwalificatie van de vorige dag, kondigde de voorzitter van het Internationaal Olympisch Comité (IOC), Thomas Bach, aan dat het IOC haar automatisch zou kwalificeren voor de Olympische Zomerspelen van 2024. Bovendien kwam de FIE - na overleg met het IOC - met tegenzin terug op haar beslissing om haar uit te sluiten van de competitie, waardoor ze de kans kreeg om deel te nemen aan de wereldkampioenschappen voor teams. Omdat de individuele competitie op dat moment echter al was afgelopen, kwam de ommekeer van de FIE te laat om Charlan in staat te stellen haar vijfde individuele wereldkampioenschap na te streven.

## Resultaten

### Olympische Zomerspelen
| Jaar | Plaats         | Resultaten       |
| ---- | -------------- | ---------------- |
| 2008 | Peking         | sabel team       |
| 2012 | Londen         | sabel            |
| 2016 | Rio de Janeiro | sabel team sabel |
| 2024 | Parijs         | sabel team sabel |

### Wereldkampioenschappen schermen
| Jaar | Plaats          | Resultaten         |
| ---- | --------------- | ------------------ |
| 2007 | Sint Petersburg | sabel team         |
| 2009 | Antalya         | sabel team · sabel |
| 2010 | Parijs          | sabel · sabel team |
| 2011 | Catania         | sabel team · sabel |
| 2012 | Kiev            | sabel team         |
| 2013 | Boedapest       | sabel · sabel team |
| 2014 | Kazan           | sabel · sabel team |
| 2015 | Moskou          | sabel team         |
| 2017 | Leipzig         | sabel              |
| 2019 | Boedapest       | sabel              |

2008: Chomrova, Charlan, Poendyk, Zjovnir ·
2016: Djatsjenko, Gavrilova, Jegorjan, Velikaja ·
2020: Nikitina, Pozdnjakova, Velikaja ·
2024: Bakastova, Charlan, Kravatska, Komasjtsjoek